# توماسو اکویزی
توماسو اکویزی (انگلیسی: Tommaso Equizi؛ زادهٔ ۱۱ ژوئیهٔ ۱۹۹۷) بازیکن فوتبال است.
از باشگاه‌هایی که در آن بازی کرده‌است می‌توان به باشگاه فوتبال اینتر میلان اشاره کرد.